# Eva Nilsson
 Eva Alice Nilsson, född Persson 23 juni 1938 i Böle i Norsjö församling i Västerbottens län, död 7 augusti 1994, var en svensk författare, bildkonstnär och konsthantverkare.

## Biografi
Eva Nilsson var dotter till lantbrukaren Sten Persson och Edit Persson och hade fyra syskon. Hon föddes och växte upp i byn Böle.
Eva Nilsson hade utbildat sig till hushållslärare och arbetade som det innan hon utbildade sig på Capellagården. Där arbetade hon huvudsakligen med vävning och där träffade hon också sin blivande make, krukmakaren och konstnären N. Ingemar Nilsson. De bestämde de sig för att starta ett gemensamt företag  och ENI textilatelje och krukmakeri (idag ENI bild och krukmakeri) bildades 1967, samma år som de gifte sig i Norsjö kyrka. Efter ett erbjudande från kultursekreterare Torsten Tegby i Skellefteå flyttade de till Skellefteå, till ett hus på Kågevägen och senare till ett på Sörböle (nuvarande Krukmakargatan).
Eva Nilsson var aktiv inom dåvarande Folkpartiet och satt i kommunstyrelsen i Skellefteå kommun och landstingets kultur- och utbildningsnämnd, liksom i Stiftelsen Skelleftepress och tidningen Norra Västerbottens styrelse.
Hon avled efter en längre tids sjukdom i skelleftesjukan, 56 år gammal. Eva Nilsson är gravsatt på Lund kyrkogård i Skellefteå.

## Konst och konsthantverk
Eva Nilsson arbetade främst som textilhantverkare med textil bild men också med rot- och näverslöjd.

### Utställning och representation
Eva Nilsson ställde ut i Finland, Norge, Danmark, Tjeckoslovakien, Stockholm (Liljevalchs och Finemang) samt på flera platser i Norrbotten och Västerbotten. Hon är representerad hos Statens konstråd, kommuner och landsting samt privata samlingar. Hon stod bakom ett antal offentliga utsmyckningar. Hon gjorde studieresor till Frankrike, Norge och Färöarna och erhöll Skellefteå kommuns kulturstipendium 1969.

## Författarskap
Eva Nilsson skrev totalt sex böcker, såväl facklitteratur (handböcker inom konsthantverk) som diktsamlingar.

### Diktsamlingar
- Myran (illustrationer N. Ingemar Nilsson), ENI 1975.
- En säck potatis (illustrationer N. Ingemar Nilsson), ENI 1982.
- Bilder från Skellefteå 1989–1990 Skellefteå (illustrationer N. Ingemar Nilsson) ENI 1990.

### Handböcker
- Rotslöjd: tradition, teknik, inspiration. (fotografier Henry Lundström), Stockholm, LTs förlag 1987.
- Mer av näver (tillsammans med Agda Hedman), Stockholm, LTs förlag 1984
- Av näver och rot. Stockholm LTs förlag 1974 (rev. 1975, 1977) samt tills. med Gudrun Gustavsson studieplanerna Av näver och rot - Näverslöjd och Av näver och rot - Rotslöjd (1974).